# Biemond-Syndrom
Das Biemond-Syndrom ist eine sehr seltene angeborene Erkrankung mit den Hauptmerkmalen Brachydaktylie, Nystagmus und zerebelläre Ataxie.
Die Bezeichnung bezieht sich auf den Autoren der Erstbeschreibung aus dem Jahre 1934 durch den Neurologen Arie Biemond.
Nicht zu verwechseln ist das häufiger gemeinte Biemond-Syndrom II (Hypogonadismus-Kleinwuchs-Kolobom-präaxiale Polydaktylie-Syndrom) oder die Biemond Ataxie.

## Verbreitung
Die Häufigkeit wird mit unter 1 zu 1.000.000 angegeben, Ursache und eventueller Vererbungsmodus sind nicht bekannt.

## Klinische Erscheinungen
Klinische Kriterien sind:
- Brachydaktylie
- Nystagmus
- zerebelläre Ataxie
- teilweise geistige Behinderung und/oder Strabismus

## Differentialdiagnose
Abzugrenzen ist u. a. das Gillespie-Syndrom.